# اهتزاز آخرین پرچم
اهتزاز آخرین پرچم (انگلیسی: Last Flag Flying) یک فیلم به کارگردانی ریچارد لینکلیتر است که در سال ۲۰۱۷ منتشر شد.